# 찰스 스윈돌

찰스 스윈돌(Charles Rozell Swindoll, 1934년 10월 18일 ~ )은 미국 기독교 복음주의 목사이다. 또한, 달라스 신학교(Dallas Theological Seminary)의 4대 총장이다.